# 金山晃士
金山 晃士（かなやま こうじ、1960年12月15日 - ）は、福岡県出身の元プロ野球選手（内野手）。

## 経歴
柳川商業高では、1年下の加茂浩将（明大）と投の二本柱を組み1978年春の選抜に出場。1回戦で川又米利を打線の中軸とする早稲田実業高と対戦。先発を加茂に任せ一塁手として出場するが1-3で敗退。同年夏の県大会でも決勝に進むが一塁手、捕手での出場で東筑高に敗退した。高校通算15本塁打を放つ。高校の1学年先輩にはプロでも同僚となる野田雲平らがいた。
1978年のプロ野球ドラフト会議で近鉄バファローズから3位指名を受け、内野手として入団。
1979年は捕手登録、1980年は外野手登録、1981年は投手登録と毎年ポジションが変わったが、一軍公式戦の出場はないまま1981年限りで現役を引退した。

## 詳細情報

### 年度別打撃成績
- 一軍公式戦出場なし

### 背番号
- 51 （1979年 - 1981年）